# Seututie 757
Pour les articles homonymes, voir Route 757.
La route régionale 757 (finnois : Seututie 757) est une route régionale dans la municipalité de Kokkola en Finlande,,.

## Présentation
La seututie 757 est une route régionale d'Ostrobotnie centrale.
La route dessert principalement le trafic local de Kokkola.
La route sert de rue principale du centre de Kälviä.

## Parcours
- Kokkola
  - Kälviä
    - Keskusta
    - Välikylä

  - Ullava
    - Alikylä
    - Keskusta
    - Haapala